# Ángel (escultura de Felip Ros)

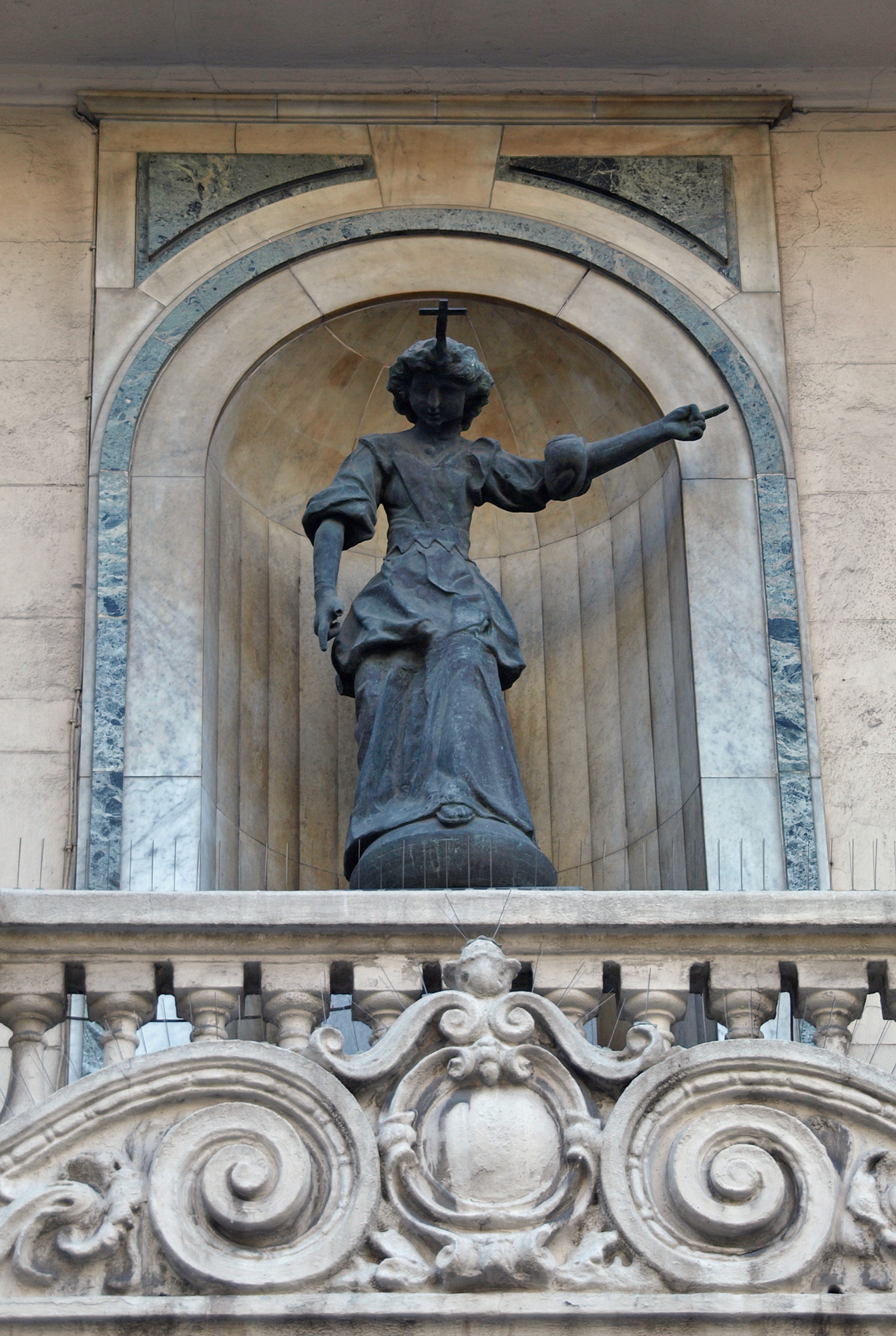
Réplica de la escultura original ubicada en la Plaça de l'Àngel, Barcelona.

Ángel (en catalán, Àngel) es una escultura del maestro platero Felip Ros creada en 1618 y ubicada en Barcelona, España.

## Historia
Ángel es una escultura religiosa de bronce diseñada por el maestro de casas Rafael Plansó en 1616 y realizada en 1618 por el maestro platero Felip Ros, habitual colaborador del Ayuntamiento de Barcelona y de la Generalidad de Cataluña. La obra fue dedicada a Santa Eulalia, patrona de Barcelona, e inaugurada el 10 de agosto de 1618 en un antiguo obelisco ubicado en la antigua plaza del Blat (actualmente, Plaza del Ángel) de Barcelona. Hoy en día, la escultura original se conserva en el Museo de Historia de Barcelona
Durante los bombardeos que sufrió la ciudad condal en 1713 y 1714 a causa del sitio de Barcelona, la escultura terminó con daños considerables durante varios años hasta que finalmente, en 1747, fue restaurada. Durante el Trienio Liberal, las autoridades retiraron el obelisco donde estaba ubicada la escultura para facilitar la circulación y decidieron colocarla una casa cercana. Tras varias recolocaciones, decidieron conservarla en el Museo de Historia de Barcelona y dejar una copia exacta encima de un balcón del edificio de la Numismática Calicó en la plaza del Ángel. Esta copia fue realizada por el artista español Ángel Ferrant e inaugurada el 16 de noviembre de 1966, y todavía es visible, conservándose en buen estado.